# Villeneuve-d’Allier
Villeneuve-d’Allier – miejscowość i gmina we Francji, w regionie Owernia-Rodan-Alpy, w departamencie Górna Loara.
Według danych na rok 1990 gminę zamieszkiwało 288 osób, a gęstość zaludnienia wynosiła 20 osób/km² (wśród 1310 gmin Owernii Villeneuve-d’Allier plasuje się na 566. miejscu pod względem liczby ludności, natomiast pod względem powierzchni na miejscu 647.).